# Gheorghe Argeșanu
Gheorge Argeșanu (né le 28 février 1883 à Caracal, mort le 26 novembre 1940 à Jilava) est un militaire et un homme politique roumain. Il est président du Conseil des ministres par intérim en septembre 1939.

## Biographie
Après des études secondaires à Bucarest, il entre à l'école militaire de l'artillerie et du génie en 1901 puis intègre la haute école de guerre de Bucarest de 1908 à 1910. Il est promu au grade de lieutenant-colonel  puis est nommé attaché militaire au japon. En 1931 il est promu général de brigade. En mars 1938 pendant la dictature carliste du roi Carol II il est ministre de la défense dans le gouvernement de Miron Cristea. Après l'assassinat du président du Conseil des ministres Armand Călinescu, il est président du Conseil des ministres par intérim du 21 au 28 septembre 1939. En juin 1940 il est promu général d'armée et devient commandant militaire de Bucarest. 
Après l'abdication le 6 septembre 1940 du roi Carol II et la proclamation de l'« État national légionnaire » de nombreux responsables politiques de l'ancien régime dont Gheorge Argesanu, Victor Ĭamandi ministre de la Justice et Gabriel Marinescu préfet de police de Bucarest ont été arrêtés puis accusés d'être responsables de la mort de Corneliu Codreanu. Détenus à la prison de Jilava dans l'attente de leur procès, ils ont été assassinés le 26 novembre 1940 par des membres de la Garde de fer lors du Massacre de Jilava.